# Law & Order (seizoen 9)
Dit artikel vat het negende seizoen van Law & Order samen.

## Hoofdrollen
- Jerry Orbach - hoofdrechercheur Lennie Briscoe
- Benjamin Bratt - rechercheur Rey Curtis
- S. Epatha Merkerson - inspecteur Anita Van Buren
- Sam Waterston - eerste hulpofficier van justitie Jack McCoy
- Angie Harmon - hulpofficier van justitie Abbie Carmichael
- Steven Hill - officier van justitie Adam Schiff

## Terugkerende rollen
- John Fiore - rechercheur Tony Profaci
- Larry Clarke - rechercheur Morris LaMotte
- J.K. Simmons - dr. Emil Skoda
- Leslie Hendrix - dr. Elizabeth Rodgers

## Afleveringen
| Aflevering | Titel               | Regisseur           | Schrijver                               | Uitzenddatum      | Selectie gastrollen |
| --- | ------------------- | ------------------- | --------------------------------------- | ----------------- | --- |
| 1. | Cherished           | Ed Sherin           | Carl Nelson Scott Tobin Kathy McCormick | 23 september 1998 | Joe Grifasi - James Linde Graham Winton - mr. Waring Spencer Breslin - Nicholas Waring Lisa Bostnar - Elizabeth Waring Monique Fowler - Megan Connery Edward Conery - Edward Connery |
| Wanneer een baby dood wordt gevonden, gaan Curtis en Briscoe op onderzoek uit. Hun onderzoek onthult dat er pijnlijke geheimen in de familie van de baby aanwezig zijn. McCoy maakt kennis met zijn nieuwe assistente, Abbie Carmichael, die een veroordelingspercentage had van 95% bij haar vorige kantoor. Samen met McCoy moet zij nu proberen te bewijzen dat de broer van de baby verantwoordelijk is voor diens dood. |                     |                     |                                         |                   | |
| 2. | DWB                 | Constantine Makris  | René Balcer                             | 7 oktober 1998    | Michael Cullen - commandant Dietz John Ventimiglia - Frank Dietrick Michael McCormick - advocaat van Frank Dietrick John Driver - Bob Gervits David Valcin - Fratelli |
| Wanneer een Afro-Amerikaanse man dood wordt gevonden langs een snelweg, gaan Curtis en Briscoe op onderzoek uit. Zij komen uit bij een groep witte politieagenten die hem hebben doodgeslagen en gedumpt langs de weg. McCoy wil de schuldigen berechten voor de rechtbank. Ondertussen voelt hij ook druk van de federale rechters die een akkoord wil sluiten met een van de verdachten. |                     |                     |                                         |                   | |
| 3. | Bait                | Lewis H. Gould      | David Shore I.C. Rapoport               | 14 oktober 1998   | José Zúñiga - Mark Rivera Bill Moor - Bill Patton Allen Fitzpatrick - mr. Golding Roberta Wallach - Michele Selig Victor Colicchio - Reggie Mathis |
| Een tiener die betrokken was bij een drugsdeal en is neergeschoten, verklaart dat hij gedwongen is om als informant te werken voor een corrupte politieagent. Deze schietpartij lost ook een moord op van een jonge vrouw en onthult een drugsoperatie. |                     |                     |                                         |                   | |
| 4. | Flight              | David Platt         | Richard Sweren William N. Fordes        | 21 oktober 1998   | Dylan Baker - Aaron Downing Dennis Creaghan - advocaat van Aaron Downing Jack Gilpin - mr. Axtell Marianne Hagan - Theresa Copeland J. Smith-Cameron - Paula Downing |
| Wanneer een kind in een kinderdagverblijf overlijdt door een virus, gaan Curtis en Briscoe op onderzoek uit. Zij komen uit bij de vader die het kind heeft geïnjecteerd met een dodelijke bacterie. McCoy moet nu hard spel spelen met de leverancier van de bacterie die hij heeft geleverd aan de vader. |                     |                     |                                         |                   | |
| 5. | Agony               | Constantine Makris  | Kathy McCormick                         | 4 november 1998   | Mark Blum - Frank Lazar Christina Haag - Kitty Lansing Barbara Andres - Anne O'Brien Alex Wipf - mr. O'brien Larry Clarke - Morris LaMotte |
| Wanneer een postbode wordt vermoord en een vrouw voor dood wordt achtergelaten, gaan Curtis en Briscoe op onderzoek uit. Het onderzoek brengt een seriemoordenaar in beeld. Nu is het aan McCoy om hem aan te klagen. McCoy heeft het moeilijk met de zaak, omdat hij hem levenslang wil op laten sluiten maar heeft maar weinig bewijs tegen hem. |                     |                     |                                         |                   | |
| 6. | Scrambled           | Martha Mitchell     | Judith Hooper Dick Teresi               | 11 november 1998  | Lisa Eichhorn - Arlene Galvin Jean Louisa Kelly - Coral Galvin Frank Wood - dr. Rutland Brian O'Neill - Francis Curran Michael Mastro - Thomas Kravitz David Garrison - rechter Richard Billings |
| De moord op een medewerker van een vruchtbaarheidskliniek leidt Curtis en Briscoe naar de dood van de eerste en tweede vrouw van een man. |                     |                     |                                         |                   | |
| 7. | Venom               | Jace Alexander      | David Shore I.C. Rapoport               | 18 november 1998  | Laila Robins - Liann Crosby Matt Keeslar - Dennis Pollock Penny Fuller - Joyce Pollock John Cunningham - Daniel Metzler David Canary - Jeremy Orenstein Doris Belack - rechter Margaret Barry |
| Wanneer een professionele escort wordt vermoord gaan Curtis en Briscoe op onderzoek uit. Het onderzoek leidt hen naar een relatie tussen een jonge man en twee oudere vrouwen. |                     |                     |                                         |                   | |
| 8. | Punk                | Matthew Penn        | Richard Sweren Matt Witten              | 25 november 1998  | Tovah Feldshuh - Danielle Melnick Joseph Latimore - Ricky Crimmins James Colby - Atwood Jacinto Taras Riddick - Luis Pacheco Peter Van Wagner - advocaat van Luis Pacheco Cara Buono - Alice Simonelli |
| Een vrouwelijke gevangene wordt verdacht van een huurmoord op een gevangenbewaarder. Zij verklaart dat de bewaarder haar verkracht heeft. Zij verklaart ook dat Carmichael een persoonlijke vendetta tegen haar voert. |                     |                     |                                         |                   | |
| 9. | True North          | Arthur W. Forney    | Ed Zuckerman                            | 9 december 1998   | Glynnis O'Connor - Anne Paulsen Robert Harper - John St. John Tara Bast - Wendy Naughton John Doman - mr. Stephens Bellamy Young - Stephanie Harker Harvey Atkin - rechter Ronald Manheim |
| Wanneer er een dubbele moord plaatsvindt op een rijke man en zijn dochter, gaan Curtis en Briscoe op onderzoek uit. Het onderzoek leidt hen naar de vrouw van de man en stiefmoeder. McCoy krijgt met een probleem te maken, Canada is tegen een mogelijke doodstraf en daarom belemmeren zij McCoy in het zoeken voor cruciaal bewijs om hen te kunnen berechten. |                     |                     |                                         |                   | |
| 10. | Hate                | Constantine Makris  | René Balcer                             | 6 januari 1999    | Michael Cumpsty - Tom Willis Jonathan Hogan - mr. Latimer Lawrence Nathanson - mr. Osborne Welker White - mrs. Caldwell Joshua Harto - Peter Stymons Anna Belknap - Jessica Buehl Ted Kazanoff - rechter Daniel Scarletti |
| Wanneer er een vrouwelijke tiener dood wordt gevonden in het park, gaan Curtis en Briscoe op onderzoek uit. Het onderzoek komt uit bij een groep tienerracisten en ouders die hen aanmoedigen. Als McCoy ze aanklaagt dan ontstaat er een felle discussie over haat preken en de First Amendment. |                     |                     |                                         |                   | |
| 11. | Ramparts            | Matthew Penn        | Kathy McCormick Lynne E. Litt           | 13 januari 1999   | Michael Higgins - Darryl Grady Luke Reilly - Darryl Grady jr. Roy Thinnes - mr. Kushner Robert Hogan - Walder Mark Zeisler - dr. Seth Bernstein |
| Wanneer er een auto met lichaam uit de Hudson wordt gevist, gaan Curtis en Briscoe op onderzoek uit. Zij ontdekken dat het lichaam in de auto vermoord is, het heeft te maken met een zaak dat gesloten is in de jaren zestig toen er een man werd vermoord die vocht voor burgerrechten. |                     |                     |                                         |                   | |
| 12. | Haven               | David Platt         | David Shore I.C. Rapoport               | 10 februari 1999  | Avery Waddell - Jerome Warren Curtis McClarin - Charles Perry Ron Foster - congreslid Clayton Ruben Santiago-Hudson - Winters Ed Wheeler - Jared Young |
| Wanneer een directeur van een buurthuis wordt vermoord, gaan Curtis en Briscoe op onderzoek uit. Zij komen uit bij een tiener die in de buurt woont en dankzij het slachtoffer op een Ivy League universiteit toegelaten is. McCoy wacht nu een zware taak om de dader voor het gerecht te brengen en moet een chaotische toestand voorkomen omdat er discriminatie in het spel kan zijn. |                     |                     |                                         |                   | |
| 13. | Hunters             | Richard Dobbs       | William N. Fordes Gerry Conway          | 10 februari 1999  | Christine Farrell - forensisch onderzoekster Arlene Shrier Robert LuPone - Mark Branson Nick Sandow - Andy Grenada Alan North - Terry Barrick Bernie McInerney - rechter Michael Callahan Merwin Goldsmith - rechter Ian Feist                                                                                                  |
| Curtis en Briscoe vechten tegen de tijd om een moordenaar te vinden op een voorwaardelijk vrijgelatene. Dit doen zij om te voorkomen dat twee premiejagers hun voor zijn. Tijdens de jacht zijn de premiejagers verantwoordelijk voor twee meer doden. |                     |                     |                                         |                   | |
| 14. | Sideshow            | Ed Sherin           | René Balcer                             | 17 februari 1999  | Richard Belzer - rechercheur John Munch Michael Michele - rechercheur Rene Sheppard George Hearn - William Dell Julie Nathanson - Katherine Rainer John Dossett - Frank Wellington Pamela Payton-Wright - Vivian McBride Kathleen Widdoes - rechter Childers                                                                    |
| Wanneer een hoge Federale ambtenaar in een park wordt vermoord, gaan Curtis en Briscoe op onderzoek uit. Zij ontdekken dat de ambtenaar recent was overgeplaatst van Baltimore naar New York en nemen dan contact op met de politie in Baltimore. De lokale politie werkt nu samen met de rechercheurs en komen via een tipgever erachter dat de ambtenaar een relatie had met een andere hoge ambtenaar die bang was dat de relatie openbaar werd en zo haar baan in gevaar kwam. De onafhankelijke openbare ministerie van justitie roept McCoy en zijn collega uit Baltimore naar Washington D.C. en eist van McCoy dat hij de naam van de tipgever bloot geeft, zo niet dan dreigt er gevangenisstraf voor hem. Ondertussen vinden Curtis en Briscoe de vermoedelijke dader maar de FBI claimt Jurisdictie en de verdachte ontwijkt zo een rechtszaak. |                     |                     |                                         |                   | |
| 15. | Disciple            | Martha Mitchell     | Kathy McCormick Lynne E. Litt           | 24 februari 1999  | Frances Conroy - Rosa Halasy Wendell Pierce - mr. Wade Sylva Kelegian - Margo Grayson Mel Rodriguez - Bill Crawford Leighton Meester - Alyssa Turner |
| Wanneer een tiener dood wordt gevonden wordt bij de Spoedeisende hulp van een ziekenhuis, gaan Curtis en Briscoe op onderzoek uit. Zij komen uit bij een religieus ritueel en een verdachte die claimt dat hij dit gedaan had door een stem van een heilige. |                     |                     |                                         |                   | |
| 16. | Harm                | Richard Dobbs       | René Balcer Eddie Feldmann              | 3 maart 1999      | Maria Tucci - Helen Brolin Sam Freed - dr. Bill Rudnick Michael Gaston - mr. Delany Stephen Bogardus - dr. Peter Michaels Larry Pine - dr. Jacob Weiss Ron McLarty - rechter William Wright |
| Carmichael vervolgt agressief een groep dokters en een verkoopster van medische apparaten, als een patiënt sterft in de operatiekamer onder verdachte omstandigheden. |                     |                     |                                         |                   | |
| 17. | Shield              | Stephen Wertimer    | David Shore I.C. Rapoport               | 24 maart 1999     | Philip Bosco - Lee Jerrold Holt McCallany - Steve Felton Skipp Sudduth - Cass Ellen McLaughlin - DiPonti George Murdock - rechter Eric Bertram |
| Wanneer een politieagent in een undercover operatie wordt vermoord, gaan Curtis en Briscoe op onderzoek uit. Zij komen uit bij zijn ex-vriendin, een politieagente en zij blijft bij haar onschuld. Later verklaart zij wel echter dat hij haar mishandelde en dat niemand van haar collega's haar hielp. |                     |                     |                                         |                   | |
| 18. | Juvenile            | Lewis H. Gould      | Richard Sweren Lynne E. Litt            | 14 april 1999     | Marsha Dietlein - Nicole Hampton Matthew Bennett - Andrew Hampton Caitlin Clarke - mrs. Walsh Frank Vincent - John Franchetta John McMartin - mr. Hagaman Bob Dishy - Lawrence Weaver David Lipman - rechter Morris Torledsky                                                                                                   |
| Een onderzoeksjournalist wordt vermoord en Curtis en Briscoe worden op het onderzoek gezet. Het bewijs linkt de moord aan een twintig jaar oude moordzaak. McCoy komt erachter dat een van de verhalen van de journalist verantwoordelijk kan zijn dat een onschuldige man veroordeeld is voor die moord. |                     |                     |                                         |                   | |
| 19. | Tabula Rasa         | Richard Dobbs       | Kathy McCormick William N. Fordes       | 21 april 1999     | Jay O. Sanders - Nick Taska / Bill Fallon Maggie Low - Eleanor Taska Anne Bobby - Sylvia Fallon Tracy Spindler - Alexis Fallon Lacey Kohl - Susan Fallon Jeffrey DeMunn - professor Norman Rothenberg |
| Wanneer een professor in filosofie wordt vermoord door een duw voor de metro, gaan Curtis en Briscoe op onderzoek uit. Hun onderzoek leidt hen naar een verdachte die als een dominante vader vijftien jaar geleden zijn twee dochters ontvoerde en van de aardbodem verdween. |                     |                     |                                         |                   | |
| 20. | Empire              | Matthew Penn        | René Balcer Robert Palm                 | 5 mei 1999        | Julia Roberts - Katrina Ludlow Kathleen McNenny - mrs. Sanderson Henry Woronicz - mr. Hughes Gerald Anthony - Mario Daniel Hugh Kelly - Julian Spector |
| Wanneer een groot zakenman overlijdt aan de gevolgen van een overdosis seksueel presenterende drugs, gaan Curtis en Briscoe op onderzoek uit. Het onderzoek leidt naar een getuige die Curtis in een moeilijke situatie plaatst. De getuige had ook een affaire met het slachtoffer en heeft haar eigen duistere motieven om te getuigen. |                     |                     |                                         |                   | |
| 21. | Ambitious           | Christopher Misiano | Richard Sweren Barry M. Schkolnick      | 12 mei 1999       | Mark Linn-Baker - Tom Wilder Richard Libertini - Bernie Sklar Jeremy Davidson - Sean Russo Jennifer Van Dyck - Morgana Palmer Louis Guss - Vincent Carpenara Joe Piscopo - Jeff Stahl |
| De moord op een audio verkoper leidt Curtis en Briscoe naar een zaak met connecties naar de maffia. Het betreft de zoon van de maffiabaas die in de gevangenis zit en eigenaren van een stripclub. |                     |                     |                                         |                   | |
| 22. | Admissions          | Jace Alexander      | William N. Fordes Lynne E. Litt         | 19 mei 1999       | Kurt Deutsch - Peter Kelly Frank Converse - mr. Kelly Christopher Gartin - Dennis Michaels Maddie Corman - Melissa Slater John Cunningham - mr. Crowley Donna Hanover - rechter Deborah Burke |
| Wanneer een student wordt vermoord, gaan Curtis en Briscoe op onderzoek uit. Zij komen uit bij een Spaanse professor in wiskunde die hoofdverdachte wordt. De rechercheurs hebben twee motieven voor hem maar kunnen hem niet op de plaats van de moord plaatsen. |                     |                     |                                         |                   | |
| 23 + 24. | Refuge (Deel 1 + 2) | Constantine Makris  | René Balcer                             | 26 mei 1999       | Carolyn McCormick - dr. Elizabeth Olivet Jenna Stern - Toni Ricci Amelia Campbell - mrs. Woodson Cameron Bowen - Billy Woodson Bernie Sheredy - Georgy Malenkov Olek Krupa - Constantin Volsky Ben Shenkman - Nick Margolis Lenore Harris - mrs. Chuikov Matthew Arkin - Harry Kozsky Michael Mulheren - rechter Sheldon Taylor |
| Wanneer Curtis en Briscoe op een moordlocatie zijn, zien zij dat slachtoffer en de dader beiden dood zijn. Wel vinden zij een tienjarige getraumatiseerde getuige en zij komen in een web van de nietsontziende Russische maffia. McCoy moet nu de verdachten van de Russische maffia snel in verband brengen met witwaspraktijken voordat er bewijs wordt vernietigd en meer getuigen dood gevonden worden. |                     |                     |                                         |                   | |